# Juan Francisco de Montemayor de Cuenca
Juan Francisco de Montemayor Cordova e Cuenca (Laluenga, 1618 – Huesca (o Madrid), 21 agosto 1685) è stato un giurista, magistrato e scrittore spagnolo del XVII secolo.
Operò come capitano generale e governatore di Santo Domingo dal 1660 al 1662 e come uditore della Reale cancelleria del Messico dal 1667 al 1682; riconquistó l'isola della Tortuga dai pirati e scrisse varie opere su leggi, politica, teologia e società.

## Biografia
Nacque in 1618 nel municipio di Laluenga, nell'antica diocesi di Lleida, nella Huesca in Aragona, e fu battezzato nella sua chiesa parrocchiale il 7 di settembre 1618. I suoi genitori erano Nadal de Montemayor de Cuenca e María de Lissa, entrambi originari della diocesi di Barbastro, nel regno di Aragona. Erano agricoltori e possedevano case e terre a Laluenga. Ebbe un fratello minore, Ambrosio Montemayor de Cuenca.
Di condizione nobile, era signore del paese di Alfocea (un quartiere rurale di Saragozza). Studiò nella scuola di Laluenga, per passare in seguito all'Università di Huesca, dove studiò giurisprudenza, iscrivendosi alla facoltà di legge probabilmente nel 1633, a soli 15 anni. Avviò così la sua carriera nell'avvocatura. Nel 1642 fu nominato giudice inquirente della Corona di Aragona e uditore di Catalogna e nel 1643 fu designato come commissario generale e uditore generale dell'esercito. Dopo questo, nel 1645 partì per Santo Domingo, dove occupò la carica di uditore della Cancelleria reale.
Nell'audiencia dominicana operò come decano, presidente, governatore e infine come capitano generale di Santo Domingo. Come capitano generale, cercò di pacificare l'isola e controllare gli amerindi che, a causa della politica del loro successore, stavano pensando di sollevare una ribellione. Combatté anche contro i coloni e bucanieri francesi, inglesi e olandesi che attaccavano di frequente e in modo crescente agli spagnoli da vari luoghi che avevano occupato in alcune isole vicine alla Española. Così reconquistó l'Isola Tortuga, dove si era insediata una comunità di bucanieri francesi, e la difese degli attacchi inglesi, tornando a fortificare l'Isola di Santo Domingo e riorganizzare le sue milizie.
Nel 1657 la corona premiò il suo successo nominandolo uditore della Reale cancelleria del Messico, dove svolse una politica simile a quella di Santo Domingo, per quanto riguarda la pacificazione della regione. Favorì inoltre la crescita economica delle finanze pubbliche, che fino ad allora erano in rovina. Tra il 1669 e il 1673 fu anche giudice di polizia a Città del Messico.
Si ritirò nel 1682 e fece ritorno a Huesca. Morì il 21 agosto 1685 nella sua casa a Huesca, o Madrid secondo altre fonti. Fu sepolto nella chiesa del Carmine dell'Osservanza di Huesca, poi traslato nella chiesa del villaggio di Alfocea, come egli stesso aveva chiesto prima della sua morte. In questa chiesa si conserva il suo ritratto e il suo elogio e armi, nonché un'iscrizione che indica che il tempio fu innalzato a sue spese.
Non ebbe figli e quindi i suoi unici eredi furono i figli di suo fratello Ambrosio: Ventura Montemayor Córdoba de Cuenca, Juan Francisco de Montemayor e Ana de Montemayor y Córdoba.

## Opere

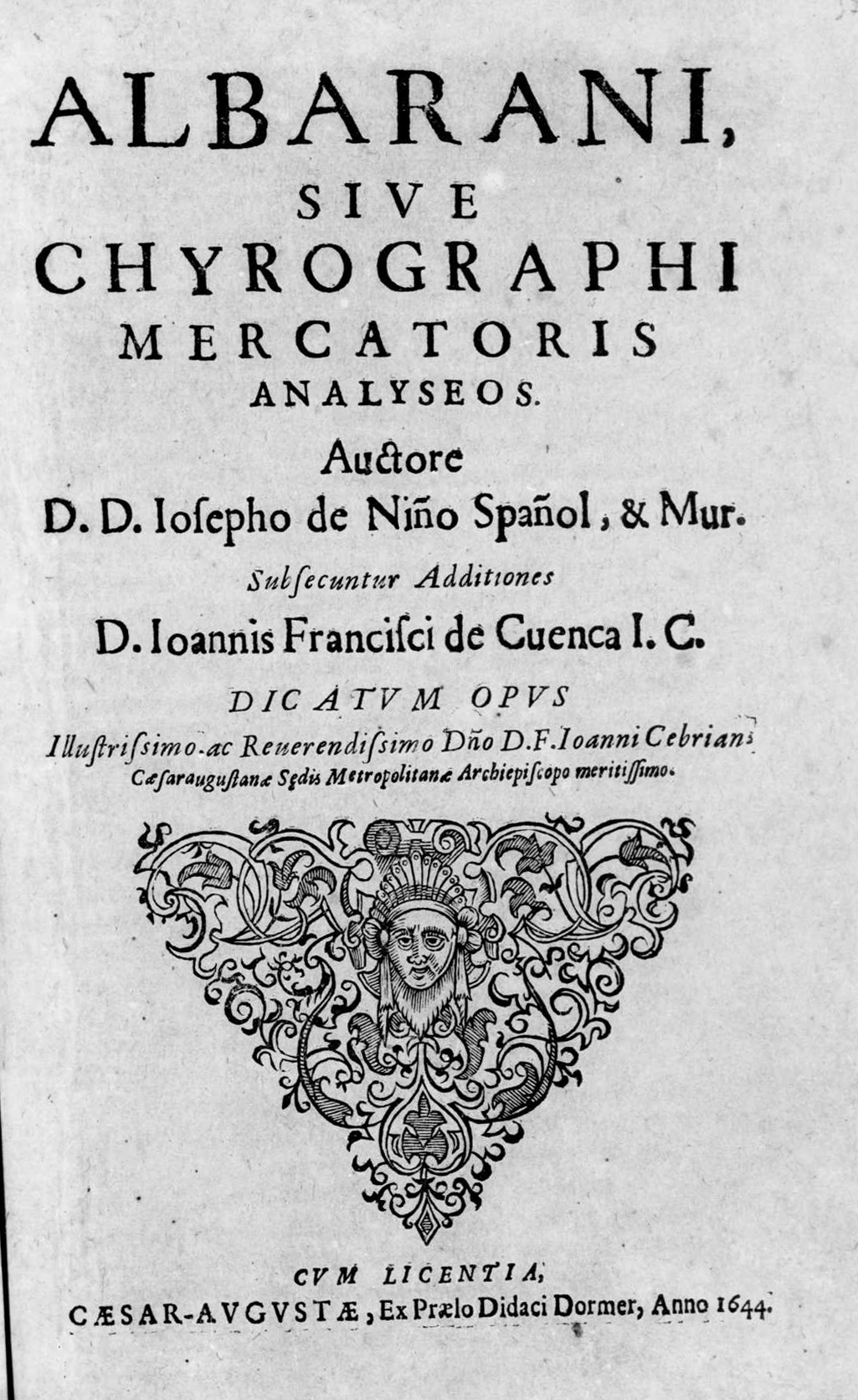
Albarani, sive chyrographi mercatoris analyseos, 1644

Come letterato, scrisse molte opere, che possono essere divise in quattro gruppi: opere di diritto civile comune e diritto provinciale aragonese; opere di diritto aragonese; opere su questioni giuridiche indiane; e opere di carattere ecclesiastico. Le sue opere furono scritti in varie lingue. Le più notevoli sono:
- (LA) Ad comandae siue depositi instrumentum scholium, Zaragoza, Diego Dorner, 1644.
- (LA) Albarani, sive chyrographi mercatoris analyseos, vol. 1, 1644.
  - (LA) Albarani, sive chyrographi mercatoris analyseos, vol. 2, Zaragoza, Diego Dormer, 1644.
- De sui personalique defensione, 1645.
- Discurso histórico, jurídico político del derecho y repartimiento de presas y despojos aprehendidos en justa guerra, Messico, 1658 (il primo trattato scritto sui diritti delle persone pubblicato in America).
- Excubationes semicentum ex decisionibus regiae chancellariae Sancti Dominici insulae, vulgo dictae Española, totius novi orbis primatis compaginatas edit, 1667.
- Propugnatio pro regia jurisdictione, et auctoritate, 1667.
- Summaria investigación de el origen y privilegios de los Ricos Hombres o Nobles, Caballeros, Infanzones o Hijos dalgo y Señores de Vasallos de Aragón y del absoluto poder que en ellos tienen, Messico, 1664 (il primo libro di araldica pubblicato in America).
- Recopilación sumaria de algunos mandamientos y ordenanzas del govierno de esta Nueva España, 1677.
- Recopilación sumaria de algunos autos acordados, 1677.